# Milan Stibilj
Milan Stibilj, slovenski skladatelj, glasbeni kritik in publicist, * 2. november 1929, Ljubljana, † februar 2014.
Stibilj je na Filozofski fakulteti v Ljubljani študiral psihologijo, na Akademiji za glasbo v Ljubljani pa kompozicijo v razredu Karola Pahorja. Izpopolnjeval se je na zagrebški glasbeni akademiji pri skladatelju Milku Kelemenu, v Utrechtu, Berlinu, med letoma 1973 in 1974 pa je predaval na univerzi v Montrealu. Po vrnitvi v domovino je igral violino v nekaterih orkestrih med letoma 1976 in 1991 pa je bil zaposlen na Ministrstvu za kulturo Republike Slovenije. 
Njegov glasbeni slog izhaja iz dodekafonskih ekspresionističnih nazorov, kasnejše skladbe pa se poslužujejo modernističnih glasbenih sredstev.

## Opus

### Orkester
- Simfonija »Vrtnica in slavček«, 1961
- Kongruence, za klavir in orkester, 1963
- Impresije, za flavto, harfo in godala, 1963
- Verz, za orkester, 1964
- Kontemplacija, za oboo in godala, 1966
- Ektheza, za orkester, 1967
- Xystus, 1975
- Orjana, za 2 godalna orkestra, 1979
- La Rosette, 1982
- Bunker, za godala, 1986
- Elegija za umirajočim drevesom, 1987

### Komorna glasba
- Asimilacija, za violino solo, 1965
- Mondo, za klarinet, violo, kontrabas in tolkala, 1965
- Condensation, za pozavno, 2 klavirja in tolkala, 1967
- Zoom, za klarinet in bonge, 1970
- Séance, za klavirski trio, 1971
- Kathai, za piščal in špinet, 1972
- Chirologie, za flavto in klavir, 1973
- Indijansko poletje, za flavto, klarinet, violino, kontrabas in tolkala, 1974
- Shota, za klavir, 1979-1988
- Melanholija, za violino in orgle, 1980
- Gnomon, za sopranski in baritonski saksofon in tolkala, 1988
- Axon, za altovski saksofon in klavir, 1992

### Vokalna glasba
- Epervier de ta faiblesse, domine, za recitatorja in tolkala, 1964
- Slovenski rekvijem (na besedilo Edvarda Kocbeka, Po Gallusovi skladbi Moralia), za tenor, zbor in orkester, 1967
- »Das siebte Siegel« (po Nietzschejevem delu Tako je govoril Zaratustra in polinezijskih besedilih), za komorni zbor, 1977